# Атлатлькавак
Атлатлькавак (науатль Átlatl Cauac, мая Jatz'om K'uh, у перекладі — «Праща-Пугач») — володар Теотіуакана у 374–439 роках.
Обійняв престол 4 травня 374 року. Мав титул «калоомте» або ж «західний каломте». За деякими даними був одружений з тікальською царівною.
У 378 р. теотіуаканські війська, очолювані Сіяхкаком оволоділи Вакою і Тікалем, царем яких в наступному році був оголошений син Атлатлькавака — Яшнунаїн. За кілька років влада теотіуаканців була поширена також на Вашактун, Бехукаль, Масаль-Начтун, Бекан і Яшху. Однак про безпосереднє включення маянських міст до складу теотіуаканської держави не йшлося. Тож у 20-х роках V ст. теотіуаканці здійснювали нові походи проти держав мая.
Помер Атлатлькавак 9 червня 439 року.